# Premis del Sindicat Nacional de l'Espectacle de 1969
Els vint-i-novens Premis Nacionals de Cinematografia concedits pel Sindicat Nacional de l'Espectacle corresponents a 1969 es van concedir el 30 de gener de 1970 a Madrid. En aquesta edició els premis econòmics foren per 5 pel·lícules i 875.000 pessetes, i un total de 265.000 pessetes als premis al millor director, guió, actor i actriu principal, actor i actriu secundaris, fotografia, decorats i música. També es va concedir el premi al guionista Rafael J. Salvia pel conjunt de la seva carrera, a la millor labor de conjunt a l'actor Erasmo Pascual, al millor equip artístic (100.000 pts) a ¡Se armó el belén! de José Luis Sáenz de Heredia, i la millor figuració a La battaglia d'Inghilterra d'Enzo G. Castellari. Els premis als millors curtmetratges (25.000 pessetes cadascun) foren entregats a Un sabor a fresa, Viaje por Aranjuez i Gibraltar. Hi van estar presents el ministre Alfredo Sánchez Bella i el ministre de sindicats Enrique García-Ramal y Cellalbo.

## Guardonats de 1969
| Categoria                | Premi       | Pel·lícula premiada                                 | Director                   |
| ------------------------ | ----------- | --------------------------------------------------- | -------------------------- |
| Premi especial           | 250.000 pts | Simón Bolívar                                       | Alessandro Blasetti        |
| 1r premi                 | 250.000 pts | La Celestina                                        | César Fernández Ardavín    |
| 2n premi                 | 150.000 pts | Golpe de mano                                       | José Antonio de la Loma    |
| 3r premi                 | 125.000 pts | Jutrzenka - Un invierno en Mallorca                 | Jaime Camino               |
| 4t premi                 | 100.000 pts | La residencia                                       | Narciso Ibáñez Serrador    |
| Millor director          | 45.000 pts  | Angelino Fons                                       | Fortunata y Jacinta        |
| Millor guió              | 45.000 pts  | Alfredo Mañas, Ricardo López Aranda i Angelino Fons | Fortunata y Jacinta        |
| Millor actriu            | 30.000 pts  | Emma Penella                                        | Fortunata y Jacinta        |
| Millor actor             | 30.000 pts  | José Bódalo                                         | Sangre en el ruedo         |
| Millor actriu principal  | 25.000 pts  | Laly Soldevila                                      | Soltera y madre en la vida |
| Millor actor principal   | 25.000 pts  | José Calvo                                          | El gran crucero            |
| Millor actriu secundària | 20.000 pts  | Terele Pávez                                        | Fortunata y Jacinta        |
| Millor actor secundari   | 20.000 pts  | Rafael Hernández                                    | Golpe de mano              |
| Millor fotografia        | 25.000 pts  | Raúl Pérez Cubero                                   | La Celestina Johnny Ratón  |
| Millors decorats         | 20.000 pts  | Ramiro Gómez                                        | La residencia              |
| Millors música           | 20.000 pts  | Ángel Arteaga                                       | La Celestina               |